# Kearney's Cove
Kearney's Cove is een verlaten plaats in de Canadese provincie Newfoundland en Labrador. Het kleine vissersgehucht bevond zich in het noorden van het eiland Newfoundland. De inwoners hervestigden zich in 1959.

## Geografie
De kleine nederzetting was gelegen aan Croque Harbour, een grote natuurlijke haven aan de oostkust van het Great Northern Peninsula van Newfoundland. De plaats was meer bepaald gevestigd aan een kleine noordelijke inham van Croque Harbour die vandaag bekendstaat als Fisherman's Cove. Die locatie wordt soms ook wel North East Croque genoemd.
De locatie was geschikt voor een kleine nederzetting daar de kust van de inham vlak genoeg is om aan te meren en er ook een beekje stroomt.

## Geschiedenis
Croque Harbour was een belangrijke locatie aan de zogenaamde Franse kust van Newfoundland. Dat was een kustgebied waar de Fransen visserijrechten hadden en jaarlijks heen kwamen om te vissen. Reeds in de vroege 17e eeuw was de locatie van Kearney's Cove een Franse fishing room, met andere woorden een locatie waar boten aanmeerden en waar constructies en gebouwen stonden om onder meer vis te verwerken. De kleine seizoensgebonden nederzetting stond in de Franse tijd bekend als la Genille (of la Guenille).
De Fransen mochten zich niet permanent op Newfoundland vestigen en dus namen zij na verloop van tijd zogenaamde gardiens in dienst. Het was de Ierse familie Kearney die vanaf de 19e eeuw die verantwoordelijkheid kreeg in Genille. Zij vestigden zich dus permanent op de plaats en bewaakten er als het ware de fishing room wanneer de Fransen 's winters terug in hun thuisland waren.
In 1904 verloren de Fransen hun Newfoundlandse visserijrechten en bleef enkel nog de kleine (Engelstalige) permanente bevolking over. De Franse naam Genille geraakte daarop in onbruik en werd vervangen door Kearney's Cove, naar de familie die zich er als eerste permanent vestigde. Volgens de volkstelling van 1945 telde Kearney's Cove 40 inwoners. Er woonden twaalf gezinnen, verspreid over elf huizen. Acht van de twaalf gezinshoofden hadden de familienaam Kearney.
In het kader van de bredere provinciale hervestigingspolitiek werd Kearney's Cove in 1959 verlaten. De inwoners vestigden zich enkele kilometers verder, aan de overkant van de Croque Harbour, in het hedendaagse dorp Croque. Die locatie was immers beter beschermd tegen stormen en van daaruit waren de visgronden ook beter te bereiken.
Kearney's Cove werd vrijwel volledig ontmanteld, al zijn er wel nog enkele beperkte sporen zichtbaar in het landschap. In 2004 werd er op de locatie een archeologisch onderzoek uitgevoerd.